# Pilea amplistipulata
Pilea amplistipulata är en nässelväxtart som beskrevs av C.J. Chen. Pilea amplistipulata ingår i släktet pileor, och familjen nässelväxter. Inga underarter finns listade i Catalogue of Life.